# Hippolytos (Sohn des Theseus)

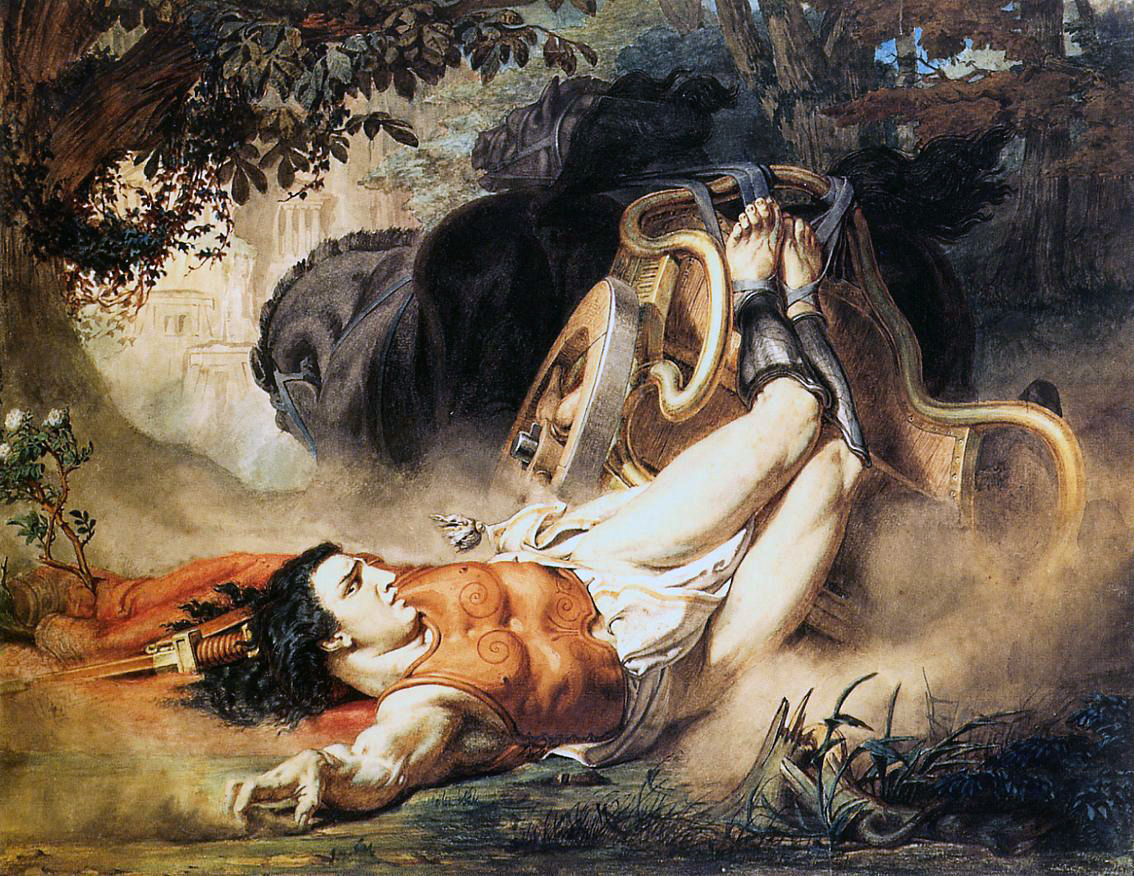
Der Tod des Hippolytos, von Lawrence Alma-Tadema (1836–1912), Privatsammlung

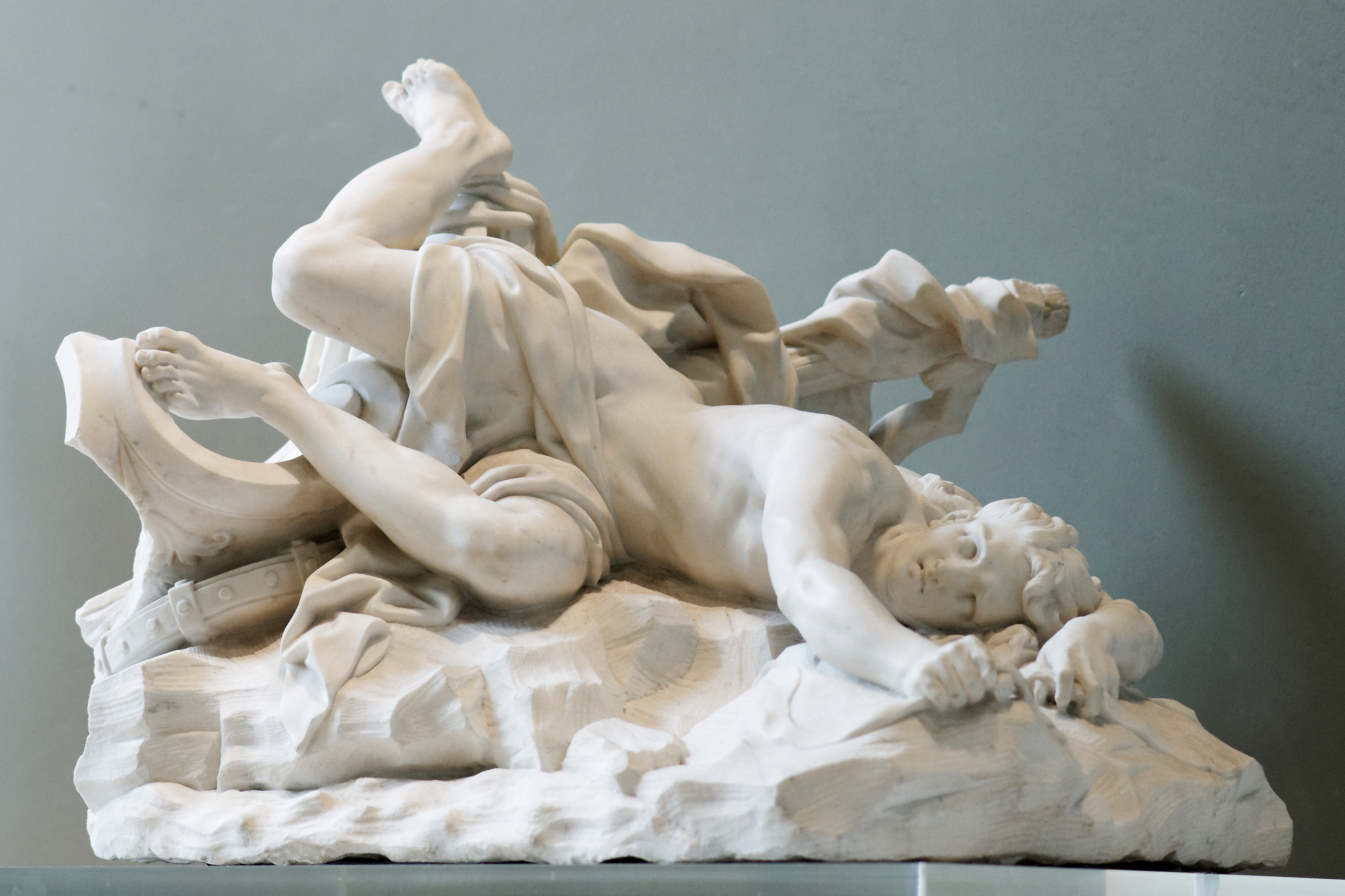
Der Tod des Hippolytos, von Jean-Baptiste Lemoyne (1679–1731), Louvre

Hippolytos (altgriechisch Ἱππόλυτος Hippólytos, deutsch ‚‚von Pferden vernichtet“ oder „der die Pferde loslässt‘‘) oder Hippolyt, Sohn des Theseus und der Amazone Hippolyte, nach anderen Autoren der Antiope, ist in der griechischen Mythologie ein in Troizen und Athen verehrter Heros, der vor allem mit Geburt und Hochzeit in Verbindung gebracht wurde, obwohl er jungfräulich und kinderlos blieb.
In der römischen Mythologie wurde er (als Hippolytus) mit Virbius, einer Gottheit aus dem Umfeld der Diana Nemorensis, identifiziert.

## Mythos
Hippolytos verehrte Artemis, die Göttin der Jagd und der Keuschheit, weil er selbst lebenslang keusch leben wollte und die Liebesgöttin Aphrodite geringschätzte. Diese bestrafte Hippolytos dafür auf hinterlistige Weise: Sie weckte sehnsüchtige und dauerhafte Liebe zu ihm in seiner Stiefmutter Phaidra, als diese ihn beim Training im Stadion oder bei den Eleusinischen Mysterien sah. Als sie von ihm zurückgewiesen wurde, nahm sie sich das Leben, nicht ohne ihrem Mann zuvor einen Abschiedsbrief hinterlassen zu haben, in dem sie behauptete, von Hippolytos begehrt worden zu sein. Hippolytos floh vor der Rache seines Vaters, der Poseidon gegen ihn aufhetzte. Dieser schickte ein Seeungeheuer an den Strand, an dem Hippolytos mit einem Pferdewagen unterwegs war. Bei Ovid wird das folgendermaßen beschrieben:
Da stieg plötzlich das Meer, und ein Schwall von erhobenen Wassern

Schien in Bergesgestalt sich zu wölben und riesig zu wachsen

Und an der obersten Höh’ mit entsetzlichem Brüllen zu bersten,

Und ein gehörnter Stier dringt aus den gespaltenen Wogen,

Der, sich bis an die Brust aufrichtend in weichende Lüfte,

Massen der See ausspeit aus Nüstern und gähnendem Rachen.
Diese Beschreibung erinnert an die riesigen Wogen eines Tsunamis, was zu Spekulationen über eine Verbindung der Sage mit dem Ausbruch des Vulkans von Thera im 17. Jahrhundert v. Chr. Anlass bot.
Das von Poseidon gesandte Untier machte jedenfalls die Pferde des Hippolytos scheu, sodass der Wagen an einen wilden Ölbaum geschleudert und Hippolytos selbst zerschmettert wurde.
Manche Quellen besagen, dass Phaidra sich erst jetzt, aus Reue, das Leben nahm, und wieder andere lassen Hippolytos überleben, sodass Artemis die Intrige aufklären konnte und Vater und Sohn sich versöhnten, bevor Hippolytos kurz darauf starb. Es wird auch erzählt, dass der Heros auf Artemis’ Bitte von Asklepios wiederbelebt worden sei. Danach sei er entweder nach Italien ausgewandert und habe dort das Heiligtum der Diana Nemorensis begründet, bzw. von Artemis dorthin versetzt worden, wo er unter dem Namen Virbius zusammen mit Diana und Egeria von den Latinern verehrt wurde.
Einer anderen Variante nach wurde er als Sternbild, das heute als Fuhrmann (Ἡνίοχος Hēníochos, lateinisch Auriga) bezeichnet wird, an den Himmel versetzt.

## Kult
Nach Pausanias legte Diomedes für Hippolytos einen Temenos in Troizen an. Zu diesem Bezirk gehörte auch je ein Tempel für Apollon Epibaterios, dem „seefahrenden Apollon“, sowie der Aphrodite Kataskopia, der „herabschauenden Aphrodite“, da hier Phaidra den Hippolytos zum ersten Mal gesehen haben soll. Außerdem befindet sich noch das Heiligtum von Damia und Auxesia innerhalb des Bezirks. Hippolytos hatte einen auf Lebenszeit berufenen Priester. Bräute oder (nach Lukian) Brautpaare weihten dem als Gott verehrten Heros eine Haarlocke. Nach Pausanias wurde Besuchern der Stadt Hippolytos’ Grab sowie der verhängnisvolle Ölbaum gezeigt, an anderer Stelle sagt er, dass kein Grab existiere, da Hippolytos ja an den Himmel versetzt worden sei. Auch Phaidras Grab befand sich hier.
Auch in Athen wurde das angebliche Grab des Hippolytos gezeigt, das westlich des Asklepieion lag. Weil Asklepios – wie Damia und Auxesia – auch als Geburtsgott galt, darf die Geburt neben der Hochzeit als Zuständigkeitsbereich des Heros Hippolytos gelten.

## Hippolytos in der Literatur
Wesentliche Quelle des Mythos ist Euripides’ Tragödie Der bekränzte Hippolytos. Euripides griff den Mythos zweimal auf. Das ältere Werk, Der verhüllte Hippolytos, ist verloren gegangen. Euripides hatte mit diesem Stück vermutlich aber auch wenig Erfolg, da es zu anstößig war. Mit dem jüngeren Werk, Der bekränzte Hippolytos, gewann Euripides den 1. Preis der Dionysien des Jahres 428 v. Chr. Eine Tragödie Phaidra des Sophokles ist verloren. Ovid verwendet den Stoff des Euripides in seinen Heroides, Metamorphosen und Fasti. Seneca verfasste eine Tragödie Phaedra, die Phaidras Schicksal in den Fokus nimmt und Vorlage für einige Nachdichtungen im 16. und 17. Jahrhundert wurde.